# Alphonse Louis Nicolas Borrelly
| 99 Dike      | 28. svibnja 1868.   |
| 110 Lydia    | 19. travnja 1870.   |
| 117 Lomia    | 12. rujna 1871.     |
| 120 Lachesis | 10. travnja 1872.   |
| 146 Lucina   | 8. lipnja 1875.     |
| 157 Dejanira | 1. prosinca 1875.   |
| 171 Ophelia  | 13. siječnja 1877.  |
| 172 Baucis   | 5. veljače 1877.    |
| 173 Ino      | 1. kolovoza 1877.   |
| 198 Ampella  | 13. lipnja 1879.    |
| 233 Asterope | 11. svibnja 1883.   |
| 240 Vanadis  | 27. kolovoza 1884.  |
| 246 Asporina | 6. ožujka 1885.     |
| 268 Adorea   | 8. lipnja 1887.     |
| 308 Polyxo   | 31. ožujka 1891.    |
| 322 Phaeo    | 27. studenoga 1891. |
| 369 Aëria    | 4. srpnja 1893.     |
| 394 Arduina  | 19. studenoga 1894. |

Alphonse Louis Nicolas Borrelly (Roquemaure, 8. prosinca 1842. - kod Nîmesa, 28. veljače 1926.), francuski astronom.
Radio je u Marseilleu u opservatoriju u kojem se zaposlio 1864. godine i otkrio je 18 planetoida (vidi tablicu) i nekoliko kometa.
Nepotpuni popis kometa koje je otkrio ili bio suotkrivač su:
- C/1873 Q1 (Borrelly)[1]
- C/1877 C1 (Borrelly)[1]
- C/1877 G2 (Swift-Borrelly-Block)[1]
- C/1889 X1 (Borrelly)[1]
- 19P/Borrelly
- C/1909 L1 (Borrelly-Daniel)[2]

Francuska akademija znanosti nagradila ga je nagradom Valz (Prix Valz) za 1903. i nagradom Lalande (Prix Lalande) za 1909.
Asteroid 1539 Borrelly dobio je ime prema Borrellyju.

## Vanjske poveznice
- (fra.) Bosler, J. 1926. Alphonse Borrelly (article nécrologique). Journal des Observateurs. 9 (169) Osmrtnica